# ماريا برونو
ماريا برونو (بالبرتغالية: Maria Bruno) هي سباحة متزامنة برازيلية، ولدت في 28 أغسطس 1992 في ريو دي جانيرو في البرازيل.

## وصلات خارجية
- ماريا برونو على موقع الاتحاد الدولي للسباحة (الإنجليزية)
- ماريا برونو على موقع أوليمبيديا (الإنجليزية)
- ماريا برونو على موقع اللجنة الأولمبية البرازيلية (البرتغالية)